# Wormianum
 Ikke at forveksle med Museum Wormianum.
Wormanium, Institut for kulturhistorisk oplysning er en selvejende institution, der blandt andet udgiver tidsskriftet Skalk men tillige har stået for udgivelse af bøger og salg af kopier af genstande m.m. Wormanium blev stiftet i 1966.
Wormanium havde oprindeligt til huse i Forhistorisk Museum i Århus, men i 1969 flyttede institutionen ud til et nybygget hus på Jelshøjvej i Højbjerg ved Skåde.
Forlaget er opkaldt efter Museum Wormianum som Ole Worm etableret i 1600-tallet.